# Pere Formiguera
Pere Formiguera (Barcelona, 1952 - ibídem, 9 de mayo de 2013) fue un fotógrafo y escritor español.

## Biografía
Entre 1971 y 1977 estudió la licenciatura en Historia del Arte por la Universidad Autónoma de Barcelona aunque centrada en la fotografía. Comenzó a realizar fotografías en 1969, pero hasta 1973 no realizó su primera exposición Homenatge a François Arago, con Lluís Milán, en la Sala de Exposiciones de la Biblioteca de Rubí. Fue miembro fundador del desaparecido grupo Alabern. También ha sido comisario en diversas exposiciones y miembro asesor de la Fundación Joan Miró y del Museo Nacional de Arte de Cataluña. 
En sus comienzos realizó diversos trabajos con Joan Fontcuberta, entre los que se encuentran diversas exposiciones y posteriormente en 1983 el libro Fauna secreta. Además, fue comisario de otras como Porta d' Aigua (1989), Josep Esquirol, Ricard Terré (1995) o Introducción a la Fotografía en Cataluña (2000). En 1975 se encontraba entre los autores que colaboraban de un modo habitual en la revista Nueva Lente durante su segundo periodo. En aquella época ya se oponía a la clasificación de su obra en límites fotográficos estrictos reivindicando su función artística y experimental, así como el carácter creador del fotógrafo.
En 1994 obtuvo el premio al mejor libro infantil del año, otorgado por el Ministerio de Cultura, gracias a las ilustraciones del libro infantil Pulgarcito. En 1997 obtuvo el premio Innovation en la Feria Internacional de Bolonia por su libro de fotografías Se llama cuerpo. En 2010 le fue otorgado el Premi Sant Cugat, a la trayectoria artística.
Su obra fotográfica se puede encontrar en las colecciones de diversos museos como el MOMA neoyorquino, el MNCARS madrileño o los barceloneses MNAC, MACBA y CCCB.